# Tema de apertura
En programas de radio y en obras audiovisuales como películas o series de televisión, el tema de apertura o tema de inicio es un tema musical (ya sea cantado o instrumental) que se interpreta en el inicio del programa, de la película o de cada episodio de la serie. A estos temas musicales, incluso cuando sirven para el cierre, también se les llama sintonías.
Algunos hispanohablantes emplean el anglicismo opening (abreviación del término en inglés opening theme) pero en realidad este término no es correcto en español.
Los temas de apertura, naturalmente, se oyen durante las secuencias de apertura y los temas de cierre se oyen durante las secuencias de cierre.
En el contexto de las series de animación japonesa, se tiende a emplear el anglicismo opening (en inglés, opening theme, en japonés オープニングテーマ (ōpuningu tēma?), o la abreviatura «OP».
En el contexto de las series de televisión en general, el tema de apertura es a veces cambiado o modificado por cada nueva temporada que se realiza para una serie dada.
Es habitual que se comercialicen estos temas musicales en todo tipo de soportes y tanto los incluidos en bandas sonoras de películas como los que constituyen el tema de inicio de series de televisión.